# Tachardiobius nigricans
Tachardiobius nigricans is een vliesvleugelig insect uit de familie Encyrtidae. De wetenschappelijke naam is voor het eerst geldig gepubliceerd in 1926 door Timberlake.